# Räddningstjänsten Östra Götaland

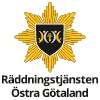
RTÖG logga

Räddningstjänsten Östra Götaland, RTÖG, är ett kommunalt räddningstjänstförbund som bildades 2010 av Linköpings och Norrköpings kommuner i och med att Linköpings räddningstjänst och Brandkåren Norrköping slogs ihop. I januari 2015 gick även Söderköpings, Valdemarsviks och Åtvidabergs kommuner med i förbundet. 
Förbundet ansvarar för både förebyggande av olyckor och räddningstjänst när olyckor har inträffat. Inom förbundet finns två utbildningsanläggningar (en i Linköping och en i Norrköping), 16 räddningsstationer (varav fyra är heltidsstationer) samt fyra räddningsvärn.  

## Stationer
Heltidsstationer
- Station Centrum (Norrköping)
- Station Kallerstad (Linköping)
- Station Kvillinge (Norrköping)
- Station Lambohov (Linköping)

Vid heltidsstationerna finns specialiseringar i form av räddningsdykverksamhet (station Kallerstad i Linköping och station Centrum i Norrköping), tung räddning (station Lambohov i Linköping samt station Kvillinge i Norrköping), kemstyrka (station Lambohov i Linköping samt station Kvillinge i Norrköping).
Deltidsstationer
- Station Bestorp (Linköpings kommun)
- Station Bottna (Söderköpings kommun)
- Station Krokek (Norrköpings kommun)
- Station Ljungsbro (Linköpings kommun)
- Station Skärblacka (Norrköpings kommun)
- Station Söderköping
- Station Ulrika (Linköpings kommun)
- Station Valdemarsvik
- Station Vikingstad (Linköpings kommun)
- Station Åtvidaberg
- Station Östra Husby (Norrköpings kommun)
- Station Östra Ryd (Söderköpings kommun)

Räddningsvärn
- Arkösund (Norrköpings kommun)
- Falerum (Åtvidabergs kommun)
- Gryt (Valdemarsviks kommun)
- Kvarsebo (Norrköpings kommun)